# Squaliforma scopularia
Squaliforma scopularia är en fiskart som först beskrevs av Cope, 1871.  Squaliforma scopularia ingår i släktet Squaliforma och familjen Loricariidae. Inga underarter finns listade i Catalogue of Life.